# 重號將軍
重號將軍，又稱中朝將軍，相對於雜號將軍；為中國古代武職官銜的一種統稱，始於漢代。
在秦代以前，中國的武職將軍名號只有大將軍、前將軍、左將軍、右將軍、後將軍、偏將軍、裨將軍。漢文帝時始有車騎將軍、衛將軍，漢武帝為霍去病專設一重號將軍 —— 驃騎將軍，位次大將軍。自武帝征匈奴始，之後將軍名號日益繁多，如驍騎、樓船、材官、伏波、貳師、渡遼、龍驤等，或以所領部隊（如驍騎、材官），或因奉行的任務（如李廣利攻貳師城），甚至或因童謠（如龍驤），隨立名目。而絕大多數則取威武之名，如寇軍、揚威之類。
南北朝時，將軍名號更加氾濫，名目繁多，南朝梁就有三百六十一種（包括加封境外人士的一百二十五號）。
這期間將軍稱號也被劃分成二類，即重號將軍和雜號將軍，重號將軍職位高，不輕易封，雜號將軍職位較低。兩漢重號只有大將軍、驃騎、車騎、衛、前、後、左、右將軍，三國開始增加大將軍、驃騎、車騎、衛、四征將軍、四鎮將軍、四安將軍、四平將軍，皆為重號將軍。但亦有例外，如南朝宋四鎮亦在雜號之列。雜號加大者亦為重號將軍。

## 重号将军
- 大将军
- 骠骑将军
- 车骑将军
- 卫将军
- 诸号大将军
- 四征将军
- 四镇将军
- 前将军
- 左将军
- 右将军
- 后将军
- 四安将军
- 四平将军